# Clapham Rovers Football Club
Il Clapham Rovers Football Club fu un club sportivo inglese basato nel sobborgo londinese di Clapham.
La sua rilevanza storica risiede nel fatto che tale club fu tra i più importanti a praticare entrambe le maggiori varianti del football nel Regno Unito, il calcio e il rugby: per quanto riguarda la prima disciplina fu tra i vincitori della FA Cup, nella seconda fu tra i fondatori della Rugby Football Union.
Nonostante la sua importanza in tali due sport, il club è scomparso, presumibilmente tra la fine del XIX secolo e l'inizio della Grande Guerra.

## Storia
Il club venne fondato il 10 agosto 1869 e il suo primo presidente fu W. E. Rawlinson. Il Clapham Rovers era un "club ibrido", in quanto partecipava sia al campionato di calcio che a quello di rugby, utilizzando gli stessi atleti in entrambe le discipline.
Il primo incontro calcistico dei Rovers venne disputato il 25 settembre 1869 contro il Wanderers F.C., sconfitto per 1-0. I Rovers ottennero buoni risultati anche in campo rugbistico e, nel gennaio 1870, il club raggiunse una quota di membri sufficiente per schierare una squadra di calcio e una di rugby con atleti distinti.
Il Clapham Rovers fu una delle quindici squadre a partecipare alla prima edizione della FA Cup nel 1871-1872. Il primo goal in FA Cup dei Rovers venne segnato da Jarvis Kenrick nella vittoria per 3-0 contro l'Upton Park l'11 novembre 1871.
Nel 1880, i Rovers vinsero l'FA Cup battendo in finale 1-0 l'Oxford University A.F.C. con un goal di Lloyd-Jones.
Anche nel 1879 il Clapham Rovers aveva raggiunto la finale di FA Cup, ma era stato sconfitto per 1-0 dall'Old Etonians F.C. In quell'occasione, il giocatore dei Rovers James Frederick McLeod Prinsep stabilì un record: con i suoi 17 anni e 245 giorni di età, era il più giovane giocatore di tutti i tempi ad aver giocato una finale di FA Cup (questo record verrà battuto nel 1964 da Howard Kendall del Preston North End).

### Rugby
Dal 1870 al 1881, il club disputò 151 incontri di rugby, vincendone 80 e perdendone appena 30. Negli anni Settanta del XIX secolo i Rovers schieravano in campo ben quattro giocatori della nazionale inglese di rugby.
Il 26 gennaio 1871, i Rovers parteciparono insieme ad altre 32 squadre alla fondazione della prima federazione rugbistica inglese (la Rugby Football Union).

### Scioglimento
I Rovers parteciparono per l'ultima volta alla FA Cup nel 1886.
È probabile che il club sopravvisse fino allo scoppio della prima guerra mondiale, in quanto su un numero della rivista The Sportsman del 1911 si parla della cena annuale tenuta nella sede del club stesso.

### Rifondazione
Nel 1996 la squadra venne rifondata, che mostra nel suo stemma la leggenda "vincitori della FA Cup 1880". Giocano nella Southern Sunday Football League, hanno vinto il campionato nella stagione 2021/2022

## Palmarès

### Calcio

#### Competizioni nazionali
- Coppa d'Inghilterra: 1

1879-1880

#### Altri piazzamenti
- Coppa d'Inghilterra:

Finalista:1878-1879
Semifinalista: 1873-1874